# Коловоротний Сергій
Коловоротний Сергій Васильович (нар. 29 червня 1974, Одеса) — дитячий письменник, журналіст, публіцист. Автор шести книг – чотирьох збірок оповідань для дітей і двох наукових робіт. Письменник пише свої твори трьома мовами - російською, українською, польською. Його роботи публікують в Україні, Росії, Казахстані, Польщі.

## Життєпис
Сергій Васильович Коловоротний народився 29 червня 1974 р. в Одесі. У 1990 році вступив до Одеської Студії кіноактора при Одеській кіностудії. У процесі навчання вивчав акторську майстерність, сценічну мову, сценічне мистецтво. Кілька років працював на зніманні фільмів. У 2004 р. закінчив філологічний факультет Одеського національного університету ім. Мечникова. Майже 20 років працював журналістом. Починаючи з 16-річного віку, його твори стали публікуватись в газетах, журналах, альманахах. З 2008 - член Товариства дитячих та юнацьких письменників Росії (при спілці письменників Росії), з 2009 - член Міжнародного творчого Об'єднання дитячих авторів (МТО ДА), з 2012 - член Української асоціації письменників художньо-соціальної літератури. 
У 2012-2013 роках був членом журі в номінації «Літературна робота» Міжнародного Фестивалю дитячо-юнацької журналістики «Прес-весна на Дніпрових схилах» (Організатор — Міністерство освіти і науки, молоді та спорту України). Також у 2012 році був членом журі V Всеукраїнського фестивалю-конкурсу «Молодь обирає здоров'я»  (Організатор - Міністерство освіти і науки, молоді та спорту України) та у складі журі в номінації «Літературний Київ» Міського конкурсу «Київ - моє місто» (Організатор — Головне управління освіти і науки м. Києва). У 2015  був суддею Національного конкурсу патріотичного слова "Мрії, відгукніться!". У 2015 та 2017 був членом журі Всеукраїнського літературного конкурсу «Літературна надія Дніпра». 
2012 - 2014 - керував літературною студією Київського Палацу дітей та юнацтва.
З 2014 року - учасник проєкту «Дитяче літературне онлайн-агентство» (Проєкт міських дитячих бібліотек м Сімферополя, Україна, Крим).  

## Відзнаки
- Письменник є дипломантом літературного конкурсу "Південна ліра" (1997 р., Одеса).
- 2009 - лауреат Міжнародного літературного конкурсу "Перехрестя-2009" (2009 р., Дюссельдорф, Німеччина).
- 2021 - дипломант Міжнародного літературного конкурсу "Корнійчуковська премія". Диплом за пошуки нових образотворчих засобів і форм у номінації "Проза для дітей старшого віку та юнацтва | Зарубіжні автори" (2021 р., Одеса).
- 2021 - дипломант Міжнародного літературного конкурсу "Корнійчуковська премія". Диплом за пошуки нових образотворчих засобів і форм у номінації "Сценарій для дитячого кіно і театру | драматургія для дітей та юнацтва | Зарубіжні автори" (2021 р., Одеса).
- 2024 - лауреат загальнопольського літературного конкурсу "Marek Hłasko – mistrz krótkiej formy” (Організатор - Wojewódzka Biblioteka Publiczna i Centrum Animacji Kultury w Poznaniu), 2 місце за оповідання "Аркан"[4].

## Фільмографія
- 1992 - Викрадачі води. Режисери Володимир Фєоктистов, Марк Орлов. Роль - реквізитор.
- 1993 - Дика любов. Режисер Віллен Новак. Роль - гість на вечірці.
- 1994 - Дощі в океані. Режисери Віктор Арістов, Юрій Мамін. Роль - музикант з трупи Оперного театру.